# Цуканова, Людмила Алексеевна
Людмила Алексеевна Цуканова (5 ноября 1982) — украинская футболистка, вратарь и полузащитница.

## Биография
Начинала карьеру в донецкой «Дончанке», провела в составе клуба более 5 сезонов в высшей лиге Украины, в этот период забила не менее 4 голов. В 2005 году играла в азербайджанском клубе «Гюмрюкчю», затем вернулась на Украину, где выступала за «Металлург» (Донецк) в большом футболе и за клуб «Заря-Горняк» (Луганск) в мини-футболе. В 2006—2007 годах играла за харьковский «Жилстрой-1».
С 2008 года играла в России за клуб «Энергия» (Воронеж), провела в команде 4 сезона. Выступала не только на позиции вратаря, но и в качестве полевого игрока. Автором первого гола в высшей лиге России стала 16 мая 2010 года в матче против клуба «УОР-Звезда», а спустя полмесяца, 4 июня 2010 года в игре против «Кубаночки» (4:1) отличилась «дублем». В составе «Энергии» становилась серебряным (2010) и бронзовым (2009, 2011/12) призёром чемпионата России, финалисткой Кубка России (2010).
С 2013 года выступала за «Дончанку» (Азов). В первых двух сезонах в новом клубе провела 15 матчей в высшей лиге России, затем несколько лет играла в первом дивизионе, становилась победительницей и призёром турнира. В 2017 году, после выхода «Дончанки» в высший дивизион, продолжала играть в первой лиге за «Дончанку-М». Во многих матчах выходила на поле не на позиции вратаря, а в поле, а в последних сезонах официально включалась в заявку как полузащитник. Была капитаном команды. Также работала в тренерском штабе клуба.
В 2014 году участвовала в зимнем первенстве Украины в составе «Ильичёвки» (Мариуполь), стала бронзовым призёром и признана лучшим вратарём соревнований.